# Пеулень (Арджеш)
Пеулень, Пеулені (рум. Păuleni) — село у повіті Арджеш в Румунії. Входить до складу комуни Шуйч.
Село розташоване на відстані 153 км на північний захід від Бухареста, 51 км на північний захід від Пітешть, 117 км на північний схід від Крайови, 95 км на південний захід від Брашова.

## Населення
За даними перепису населення 2002 року у селі проживали 165 осіб, усі — румуни. Усі жителі села рідною мовою назвали румунську.